# Ingela Jansson (översättare)
Ingela Jansson, född 1971, är en svensk översättare.
Jansson har en fil. mag. i nordiska språk och översätter från danska, islandska, norska och engelska till svenska. Hon har bland annat översatt flera böcker av den isländske författaren Arnaldur Indriðason.

## Översättningar (urval)

### Arnaldur Indriðason
- Indridason, Arnaldur (2017). Det tyska huset. Flovent och Thorson. Översättare: Jansson Ingela, Körberg Anton. Norstedts. Libris grrxl3rtd41xcj2d. ISBN 9789113081588
- Indridason, Arnaldur (2018). Farlig flyktväg. Flovent och Thorson. Översättare: Jansson Ingela (2 uppl.). Norstedts. Libris 22422810. ISBN 9789113088174
- Indridason, Arnaldur (2019). Skuggor över Reykjavik. Flovent och Thorson. Översättare: Jansson Ingela, Norström Tomas. Norstedts. Libris s38053d9qmtfqkln. ISBN 9789113099071
- Indridason, Arnaldur (2020). Mörkret vet. Konrad. Översättare: Jansson Ingela, Norström Tomas. Norstedts. Libris gs2n9fr6d816r31m. ISBN 9789113095080
- Indridason, Arnaldur (2021). Flickan vid bron. Konrad. Översättare: Jansson Ingela. Norstedts. Libris s5ft69qbqmdkf7st. ISBN 9789113112763

### Övriga
- Snorre Sturlasson (1995). Vikingarnas gudar: ur Snorri Sturlusons Edda. Översättning: Jansson Ingela, Frølich Lorenz. Reykjavik: Gudrun. Libris 7775957. ISBN 9188870022
- Agervold, Mogens (2001). Arbete och stress: en introduktion till arbetsmiljöpsykologi. Översättning: Jansson Ingela. Lund: Studentlitteratur. Libris 8353048. ISBN 9144017138
- Nielsen, Thomas (2002). Psykiska egenskaper: om karaktärsdrag, begåvning och psykisk sjukdom. Översättning: Jansson Ingela. Lund: Studentlitteratur. Libris 8452728. ISBN 9144040695
- Holmgren, Allan (2003). Par i terapi: kärlek, förståelse, förändring. Översättning: Jansson Ingela. Lund: Studentlitteratur. Libris 8890598. ISBN 9144041756
- Eliassen, Ruben (2006). Phenomena. Profetians utvalda. Översättning: Jansson Ingela. Stockholm: Bazar. Libris 9759090. ISBN 91-7028-029-0
- Harild, Kirsten Sonne (2007). Vägen till Kungadjupet. Översättare: Jansson Ingela. Stockholm: Bergh. Libris 10301695. ISBN 9789150216493
- Wiese, Torben (2008). Bryt vanan och nå dina mål. Översättare: Jansson Ingela. Stockholm: Prisma. Libris 10659363. ISBN 9789151850078
- Yrsa Sigurðardóttir (2013). Ödemark. Översättare: Jansson Ingela. Stockholm: Modernista. Libris 14179792. ISBN 9789174992878